# Libiusz Sewer
Libiusz Sewer, Libius Severus (rok urodzenia nieznany, zm. 14 listopada 465) – cesarz zachodniorzymski w latach 461–465, po śmierci cesarza Majoriana. Był władcą z woli wodza germańskiego Rycymera, który faktycznie rządził Rzymem. Nie został uznany ani przez cesarza bizantyńskiego, ani przez część swoich poddanych. Jego władztwo obejmowało jedynie Italię, Sycylię i część krajów alpejskich. Cesarstwo było atakowane przez Alanów, Sasów i Wandalów.
19 listopada 461 został ogłoszony cesarzem po trzech miesiącach od zamordowania Majoriana i był właściwie marionetką w ręku wszechwładnego Rycymera. Nowy cesarz pochodził z Lukanii na południu Italii i wywodził się z arystokracji senatorskiej. W 462 był konsulem. Nie uznał go cesarz wschodniorzymski Leon, ani Marcellinus dowódca w Dalmacji. Inny naczelnik wojsk rzymskich, Egidiusz, nie uznał władzy Libiusza Sewera w Galii. Obaj dowódcy planowali nawet najechać Italię, by usunąć Sewera i Rycymera. Postrzegany był więc jako uzurpator.
W 462 Wizygoci uzyskali bezpośredni dostęp do Morza Śródziemnego, dzięki odstąpieniu im przez Rycymera Narbo (obecnie Narbona) w zamian za pomoc w walce z Egidiuszem. Ustępstwa terytorialne w Galii uzyskali też Burgundowie, którzy teraz blokowali Egidiuszowi dostęp do Italii. Król Burgundów Gundowech, mąż siostry Rycymera, został mianowany naczelnym dowódcą wojsk rzymskich w Galii (magister utriusque militiae per Gallias) w miejsce Agryppinusa.
W 463 lub na początku 464 na północną Italię najechali Alanowie, którzy dotarli do Bergomum (obecne Bergamo), gdzie zostali rozbici, a ich król Beorgor zginął.
W 464 w imieniu Sewera Rycymer mianował prefektem pretorium Galii Arwanda.
Libiusz Serwer zmarł nagle 14 listopada 465 prawdopodobnie otruty przez Rycymera. Po jego śmierci półtora roku trwały pertraktacje między Rycymerem a dworem w Konstantynopolu, które doprowadziły do wyniesienia 12 kwietnia 467 na tron cesarski Antemiusza.
Niektóre brązowe monety (są to nummi oznaczane w katalogu RIC numerami 2715 i 2716) Sewera mają na rewersach monogram Rycymera.

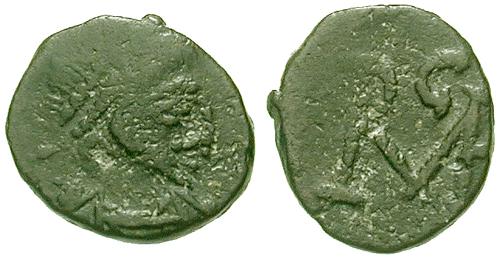
Brązowa moneta (nummus) Libiusza Sewera z monogramem Rycymera (RIC 2716).